# Horror Mondadori
Horror Mondadori, più tardi rinominata Speciali Horror e infine Superhorror, è stata una collana editoriale dedicata alla narrativa horror pubblicata in Italia da Arnoldo Mondadori Editore. Venne pubblicata dal 1990 al 1994 in varia forma e cadenza, per un totale di 24 volumi.

## Storia editoriale
Arnoldo Mondadori Editore è stata una delle prime case editrici italiane ad aprire delle collane editoriali specifiche per la narrativa di genere: Il Giallo Mondadori iniziò le sue pubblicazioni di narrativa poliziesca già nel 1929, la linea di opere fantascientifiche Urania esordì nel 1952, ed entrambe le selezioni raggiunsero una diffusione capillare grazie al loro caratteristico formato tascabile e alla distribuzione in edicola. Alla fine degli anni Ottanta la casa editrice decise di espandere questa offerta affiancando ad Urania una pubblicazione parallela dedicata ai romanzi di magia, Urania Fantasy, e lanciando un periodico autonomo di letteratura macabra, appunto Horror Mondadori.
Horror Mondadori esordì nel marzo 1990 e pubblicò con regolare cadenza mensile per il successivo anno e mezzo, ma fu sospesa già nell'agosto 1991; due mesi dopo, nell'ottobre 1991, venne di fatto sostituita con il nuovo formato degli Speciali Horror, volumi antologici comprendenti o due romanzi o un romanzo e un'antologia (modellati di fatto sugli Urania Millemondi) distribuiti come supplementi semestrali ai numeri di Urania stessa per due anni e mezzo, fino all'inverno 1993. Nell'autunno 1994, infine, la collana fu ribattezzata Superhorror, la sua numerazione fu riavviata da capo e ritornò a essere una pubblicazione autonoma (anziché un supplemento), tuttavia tale nuovo corso non andò oltre il numero 1. È degno di nota che quest'unico Superhorror fu il secondo tomo della raccolta di racconti The Selected Stories of Robert Bloch (3 vol., Underwood-Miller, 1987), il cui primo volume era stato pubblicato quattro anni prima nella collana per le librerie Oscar Horror; tale secondo tomo, però, tagliò ben trentadue racconti della raccolta originale (su novantotto totali) risalenti al periodo 1958-1963, col risultato che la versione italiana della selezione fu accorciata di circa un terzo.  
Il lascito di Horror Mondadori venne raccolto all'inizio del Ventunesimo secolo da Urania Horror (2008-2017), una collana analoga anch'essa sussidiaria di Urania. 
A livello di formato tipografico, gli Horror Mondadori furono tutti rilegati in brossura con foliazione tascabile da 184 x 110 mm, e tutte le illustrazioni di copertina furono opera di Cesare Reggiani (numeri da 1 a 3), di Jeffrey K. Potter (numeri da 4 a 6 e numero 14) e di Steve Crisp (tutti i rimanenti); gli Speciali Horror e l'unico volume Superhorror furono invece stampati in un più cospicuo formato da 190 x 129 mm e ogni uscita fu illustrata da un artista differente. 

## Elenco delle pubblicazioni
| Numero | Autore                                                          | Titolo                    | Note                                                                                         | Anno           |
| ------ | --------------------------------------------------------------- | ------------------------- | -------------------------------------------------------------------------------------------- | -------------- |
| 1      | Robert Bloch                                                    | Il regno della notte      |                                                                                              | Marzo 1990     |
| 2      | Charles L. Grant                                                | Oltre la morte            | Primo romanzo della Trilogia di Oxrun entro il Ciclo di Oxrun Station.                       | Aprile 1990    |
| 3      | Ray Garton                                                      | Ragazze vive              |                                                                                              | Maggio 1990    |
| 4      | Rex Miller                                                      | Frenzy                    | Romanzo autoconclusivo entro il ciclo di Daniel Bunkowski.                                   | Giugno 1990    |
| 5      | Robert Bloch                                                    | L'incubo di Lori          |                                                                                              | Luglio 1990    |
| 6      | Charles L. Grant                                                | I morti di Oxrun Station  | Romanzo autoconclusivo entro il Ciclo di Oxrun Station.                                      | Agosto 1990    |
| 7      | Jean Ray                                                        | Malpertuis                |                                                                                              | Settembre 1990 |
| 8      | Dennis Wheatley                                                 | Una figlia per il diavolo |                                                                                              | Ottobre 1990   |
| 9      | Joanne Fluke                                                    | Video Kill                |                                                                                              | Novembre 1990  |
| 10     | Isaac Asimov, Martin H. Greenberg e Charles G. Waugh (curatori) | Tutti i vostri incubi     | Antologia di dodici racconti dell'orrore a tema natalizio composti da altrettanti scrittori. | Dicembre 1990  |
| 11     | Robert Bloch                                                    | Il gusto del fuoco        |                                                                                              | Gennaio 1991   |
| 12     | Harry A. Knight                                                 | Il fungo                  |                                                                                              | Febbraio 1991  |
| 13     | AA.VV.                                                          | Il libro dei mostri       | Antologia di dodici racconti dell'orrore composti da altrettanti scrittori.                  | Marzo 1991     |
| 14     | John Skipp e Craig Spector                                      | Maledizione fatale        |                                                                                              | Aprile 1991    |
| 15     | Robert W. Walker                                                | Il filo del rasoio        |                                                                                              | Maggio 1991    |
| 16     | Chet Williamson                                                 | Corridoi di sangue        |                                                                                              | Giugno 1991    |
| 17     | Ramsey Campbell (curatore)                                      | Paure eccellenti          | Antologia di undici racconti composti da altrettanti scrittori.                              | Luglio 1991    |
| 18     | Charles L. Grant                                                | Per paura della notte     |                                                                                              | Agosto 1991    |

| Numero | Autore                         | Titolo                                               | Note | Pubblicazione                        | Anno          |
| ------ | ------------------------------ | ---------------------------------------------------- | --- | ------------------------------------ | ------------- |
| 1      | AA.VV.                         | Inverno Horror 1991. 1 romanzo e 14 racconti         | Volume doppio contenente: - Dagon, romanzo afferente al Ciclo di Cthulhu composto da Fred Chappell. - Una traduzione senza titolo proprio dell'antologia The Year's Best Horror Stories Series VII a cura di Gerald W. Page, comprendente quattordici racconti di altrettanti autori. | Supplemento a Urania 1167            | Novembre 1991 |
| 2      | John Russo e Cornell Woolrich  | Estate Horror 1992. 1 romanzo e 8 racconti           | Volume doppio contenente: - La notte dei morti viventi. Adattamento del film omonimo sceneggiato da Russo e George Romero. - Musica dalle tenebre. Antologia postuma di otto racconti composti da Woolrich.                                                                           | Supplemento a Classici di Urania 183 | Giugno 1992   |
| 3      | Ellen Datlow (curatrice)       | Inverno Horror 1992. Vampiri. 17 sanguinosi racconti | Antologia di quindici racconti e due poesie sui vampiri composti da altrettanti scrittori. | Supplemento a Urania 1192            | Novembre 1992 |
| 4      | Ellen Datlow (curatrice)       | Estate Horror 1993. Mostri. 37 racconti              | Antologia di trentasette racconti composti da altrettanti scrittori. | Supplemento a Classici di Urania 195 | Giugno 1993   |
| 5      | Shaun Hutson e Shirley Jackson | Inverno Horror 1993. Due romanzi                     | Volume doppio contenente: - La casa degli invasati. Romanzo composto da Jackson. - Assassin. Romanzo composto da Hutson. | Supplemento a Urania 1217            | Novembre 1993 |

| Numero | Autore       | Titolo                                                                 | Pubblicazione | Anno         |
| ------ | ------------ | ---------------------------------------------------------------------- | --- | ------------ |
| 1      | Robert Bloch | Doppia maledizione. Il meglio dei racconti dell'orrore di Robert Bloch | Secondo tomo della raccolta The Selected Stories of Robert Bloch, comprende ventisei testi composti nel quindicennio 1963-1979. | Ottobre 1994 |